# Говтвянский сельский совет (Козельщинский район)
Говтвянский сельский совет (укр. Говтвянська сільська рада) — входит в состав
Козельщинского района
Полтавской области
Украины.
Административный центр сельского совета находится в 
с. Голтва.

## Населённые пункты совета
- с. Голтва
- с. Буняковка
- с. Киселёвка
- с. Плавни